# 利尻富士町
利尻富士町（日语：／ Rishirifuji chō */?）是日本北海道宗谷綜合振興局西部海上利尻島上東部區域的町。主要村落位於海岸邊，北部以鴛泊聚落為中心，南部則以鬼脇聚落為中心。當地以漁業和旅遊業為主，夏季為主要旅遊季節。近年來發展「利尻海帶」的養殖和海膽等近海漁業。轄區佔全島59%的面積。由於位於海上島嶼，夏冬溫差較小，夏天氣溫低於攝氏30度，冬天最低零下10度，但常有強風，年平均風速在5每秒公尺以上。
町名的「利尻」源自阿伊努語的「ri-sir」，意思為「高的島」，或衍生為「有高山的島」，指的是利尻島中央海拔1,721公尺的利尻山；而利尻山又常被稱為「利尻富士」，也因此山而命名。

## 歷史
- 1855年：隸屬秋田藩之管轄。[3]
- 1878年：利尻島上設鴛泊、石崎、鬼脇、仙法志、沓形、本泊，共六村。[4]
- 1892年：鴛泊村、本泊村和沓形村合設鴛泊村外二村戶長役場。鬼脇村、石崎村和仙法志村合設鬼脇村外二村戶長役場。
- 1899年：沓形村脫離鴛泊村外二村戶長役場獨立設置戶長役場。
- 1900年：仙法志村脫離鬼脇村外二村戶長役場獨立設置戶長役場。
- 1902年4月1日：鴛泊村和本泊村合併為鴛泊村，鬼脇村和石崎村合併為鬼脇村，並都成為北海道二級村。[5]
- 1923年4月1日：鬼脅村和鴛泊村成為北海道一級村。
- 1956年9月30日：鬼脅村和鴛泊村合併為東利尻村。
- 1959年9月：改制為東利尻町。
- 1990年9月30日：改名為利尻富士町。

## 交通

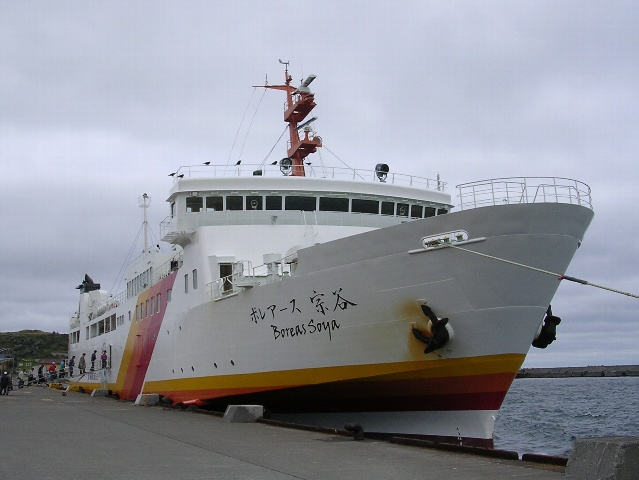
停靠於鴛泊港的渡輪

### 機場
- 利尻機場：有前往新千歲機場的航線。

### 港口
- 鴛泊港：有前往稚內港（稚內市）、香深港（禮文町）的渡輪。

### 道路
主要道道
- 北海道道105號利尻富士利尻線
- 北海道道108號沓形仙法志鴛泊線

道道
- 北海道道856號本泊利尻機場線
- 北海道道1076號利尻富士利尻自行車道線

## 觀光

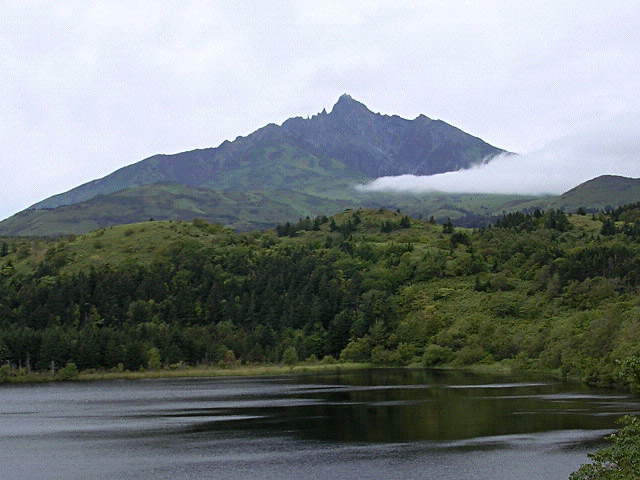
利尻富士和オタトマリ沼

### 景點
- 利尻禮文佐呂別國立公園
- 利尻島鄉土資料館
- 利尻富士：正式名稱為利尻山，海拔1,721公尺，有許多高山植物，夏季常有登山者。
- 利尻富士溫泉
- 甘露泉水：名水百選之一
- 姫沼
- 南濱濕原
- 展望台
- 夕陽之丘展望台
- 富士野園地
- 野塚展望台
- 綜合交流促進施設「北之島」

### 祭典
- 北海島節（8月）

## 教育
大學設施
- 札幌醫科大學醫學部附屬臨海醫學研究所

中學校
- 利尻富士町立鬼脇中學校
- 利尻富士町立鴛泊中學校

小學校
- 利尻富士町立利尻小學校
- 利尻富士町立鴛泊小學校

## 姊妹市・友好都市

### 日本
- 屋久島町（鹿兒島縣熊毛郡）

## 外部連結
- （日語）東日本海渡輪（前往利尻島的海上交通）
- （日語）利尻富士町宿泊業公會（页面存档备份，存于）
- （日語）利尻山情報（页面存档备份，存于）
- （日語）自然嚮導 利尻森之峰（页面存档备份，存于）
- （日語）利尻島釣魚情報[永久]
- （日語）利尻島國保中央醫院